# Tuerie de Chevaline
La tuerie de Chevaline est un quadruple assassinat qui s'est déroulé dans des circonstances mystérieuses le mercredi 5 septembre 2012 au bord d'un chemin forestier situé dans la commune de Doussard, à la limite de la commune de Chevaline, dont le bourg est plus proche, dans le parc naturel régional du Massif des Bauges en Haute-Savoie.
Depuis cet événement tragique, aucune hypothèse n'est privilégiée pour expliquer les circonstances de cette tuerie malgré plusieurs enquêtes en cours.
Parallèlement à cette affaire, des directeurs de publication et un journaliste ont été poursuivis devant le tribunal correctionnel d'Annecy pour « recel de violation du secret de l'instruction », à la suite d'une plainte déposée par la famille d'une victime de ce quadruple assassinat. Après condamnation en première instance, ils sont relaxés en appel ou en cassation.
En 2022, le dossier est repris par le pôle judiciaire dédié aux affaires criminelles non élucidées, créé par le ministère de la justice à la demande du procureur général de Grenoble Jacques Dallest.

## Découverte de la scène de crime

### Les jours qui ont précédé la tuerie
Le mercredi 29 août 2012, une famille résidant au Royaume-Uni, la famille Al-Hilli, quitte la Grande-Bretagne par le ferry de 22 heures, en direction de Calais, pour un séjour en Haute-Savoie en France. Le retour est prévu le 7 septembre. La famille en déplacement est composée de cinq membres : Saad le père, qui conduit le véhicule, Iqbal, sa femme, Suhaila al-Allaf, la mère d'Iqbal, et les deux filles, Zainab, sept ans, et Zeena, quatre ans.
La famille s'installe dans le camping « Village Camping Europa », situé dans la commune de Saint-Jorioz, sur la rive ouest du lac d'Annecy. C’est la troisième année que les Al-Hilli viennent ici en vacances. Mais, bien qu’ils aient réservé pour une semaine entière, ils quittent le camping après seulement deux jours, pour installer la caravane le lundi 3 septembre dans un autre camping situé à 2,6 kilomètres de là (selon la carte IGN) et dénommé « Le Solitaire du lac ».
Selon un témoignage de campeur, Saad Al-Hilli aurait été aperçu en conversation « très animée » avec un visiteur habillé en costume. Mais il circule des versions très différentes de cet épisode qui serait survenu le 4 septembre au Solitaire du lac, ou bien le 2 septembre à l'Europa,,,.

### Découverte du crime

Localisation de la scène de crime dans la région.

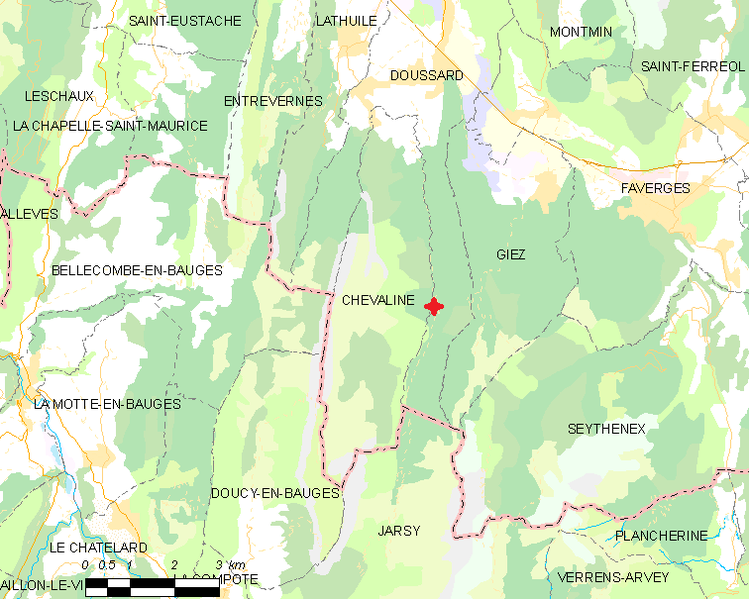
Localisation de la scène de crime dans les limites communales de Doussard et de Chevaline.

Le mercredi 5 septembre 2012, un cycliste, William Brett Martin, 53 ans, ancien membre de la Royal Air Force, originaire du Sussex, propriétaire d'une maison de vacances dans la région, effectue une randonnée VTT sur le chemin de la Combe d'Ire, dans une zone forestière de la commune de Chevaline, sur les hauteurs du lac d'Annecy. En chemin, il se fait doubler à 15 h 15 par un autre cycliste (qui s'avérera être Sylvain Mollier), croise ensuite un 4 × 4 « vert ou de couleur sombre » puis, quelques minutes plus tard, une moto. Un peu avant 15 h 44, il découvre la scène de crime, qu'il décrira précisément lors d'une conférence de presse aux médias britanniques le 12 septembre 2012,. Arrivant aux abords du parking situé au bout de la route forestière, il voit une petite fille tituber sur le chemin, puis tomber.
Il croit percevoir un accident de la route, avec la présence d'une voiture, un break BMW Série 5 immatriculé au Royaume-Uni, et d'un cycliste gisant à terre. Mais il se rend rapidement compte qu'il s'agit de tout autre chose. Le cycliste est mort. Le moteur de la voiture est en marche et les roues tournent sur elles-mêmes. Il remarque « quelques trous » en s'approchant du côté conducteur, et perçoit une odeur de brûlé. Il brise alors la vitre côté conducteur et coupe le contact au tableau de bord. Il déclare qu'il voit « beaucoup de sang et des têtes trouées de balles », comme « dans une scène d’un film d’Hollywood ». Il met la fillette en position latérale de sécurité, déplace le corps du cycliste de peur qu'il ne soit écrasé et va chercher du secours. L'enquête déterminera peu de temps après, grâce à la plaque d'immatriculation, qu'il s'agit de la famille Al-Hilli.
En redescendant de la Combe d'Ire, le Britannique croise une voiture de randonneurs qui alertent les secours à 15 h 44, lesquels arriveront sur place à 16 h 3.
Vers 18 heures, de nombreux gendarmes, médecins légistes et experts balistiques de l'Institut de recherche criminelle de la gendarmerie nationale investissent la scène de crime. Un hélicoptère survole les environs immédiats de la scène de crime.
À 23 heures, un vacancier logeant dans le même camping que la famille anglaise propriétaire du break, avertit les enquêteurs de l'existence d'une seconde fillette. Vers minuit, soit près de huit heures après les faits, elle est retrouvée par les gendarmes, saine et sauve. La petite était cachée sur le plancher arrière de la voiture sous les jambes de sa mère. Prostrée, la fillette n'avait pas attiré l'attention des gendarmes, qui attendaient l’arrivée de la police scientifique.

### Victimes

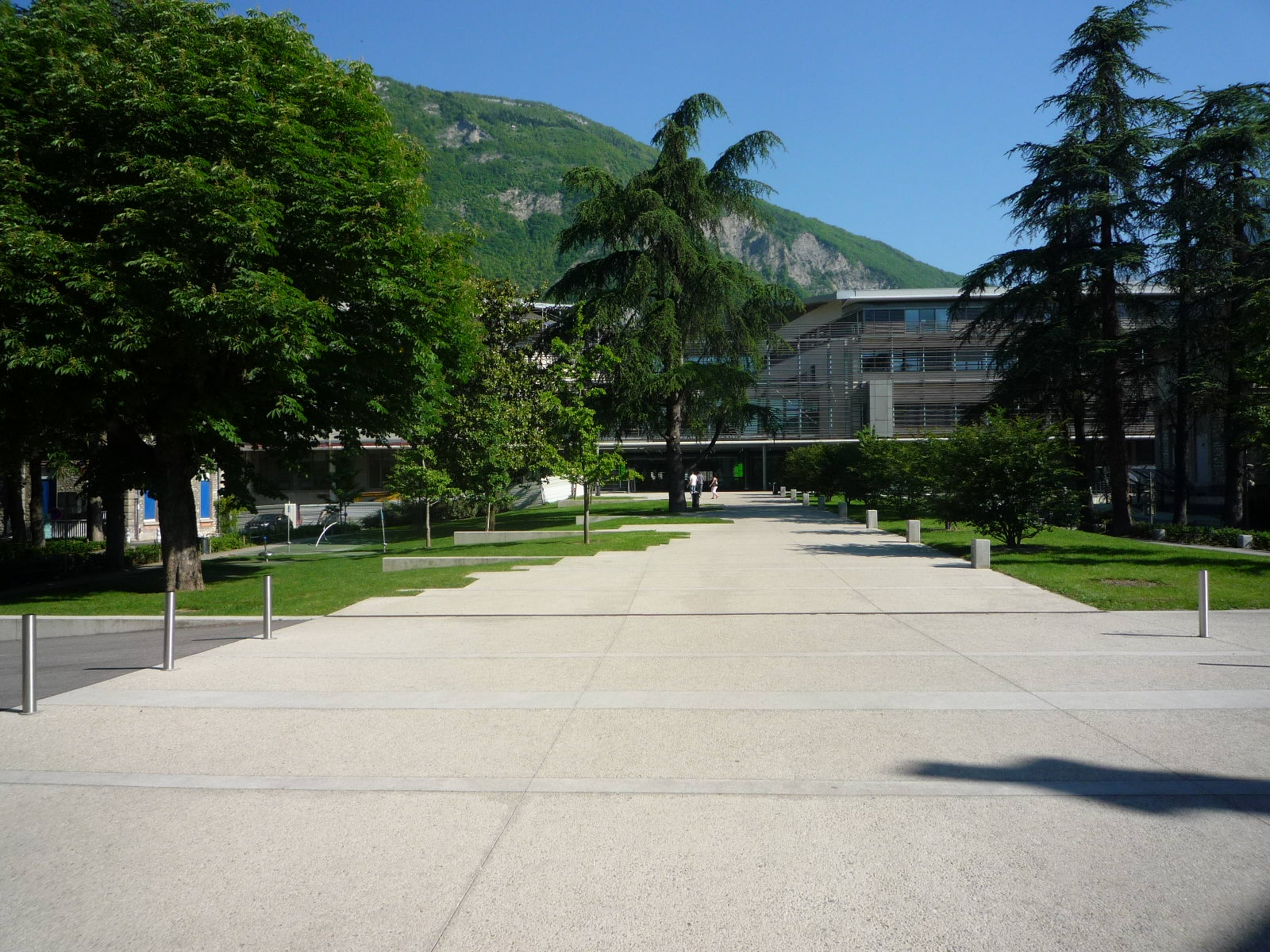
L'aînée des filles, blessée par l'agresseur, fut hospitalisée au service pédiatrique du CHU de Grenoble (hôpital « couple-enfant »).

Trois membres de la famille Al-Hilli, d'origine irakienne, sont décédés : Saad, le père (50 ans), Iqbal, sa femme (47 ans), dentiste suédoise d’origine irakienne, et Suhaila al-Hallaf (74 ans), la mère d'Iqbal, venue de Suède pour les vacances. Chaque victime a reçu deux balles dans la tête. Saad Al-Hilli a été touché cinq fois.
Le cycliste, Sylvain Mollier, un habitant de la région de 45 ans, employé dans un atelier de production de l'usine d'Ugine (Savoie) de la Compagnie européenne du zirconium (Cezus), une entreprise du groupe nucléaire Areva,, en balade pendant son congé de paternité, est décédé après avoir reçu sept balles. Ses obsèques se déroulent dans l'intimité le 16 septembre suivant.
Les deux fillettes de la famille sont rescapées du massacre. Zainab, l’aînée, sept ans, qui a violemment été frappée par l'agresseur qui a utilisé la crosse de son arme, est transportée au centre hospitalier universitaire Grenoble Alpes. Elle présente une fracture du crâne et a également été touchée par balle à une épaule. L'enfant est opérée plusieurs fois et plongée dans un coma artificiel dont elle sortira le dimanche 9 septembre 2012. Elle quitte finalement l'hôpital le 14 septembre 2012, entourée de médecins et d'assistants sociaux, pour certains venus spécialement d'Angleterre, avant de s'envoler dans un avion médicalisé vers l'Angleterre pour un lieu tenu secret, où elle continuera à recevoir des soins adaptés. Zeena, quatre ans, sa sœur, est choquée, mais indemne de toute blessure physique.

### Lieu du crime
La combe d'Ire est une zone montagneuse entièrement boisée, partagée entre les territoires des communes de Doussard et Chevaline. Elle doit son nom à la rivière l'Ire qui prend sa source au-dessous du col de Chérel dans le massif des Bauges. La route forestière unique sur laquelle ont été retrouvées les victimes se termine en impasse, celle-ci s'achevant au bout de 12,7 km en un simple sentier forestier inaccessible aux voitures qui doivent stationner dans un petit parking d'une dizaine de places non délimitées, site dit du Martinet. Un panneau d'interdiction marque à cet endroit la fin de l'usage routier. Cependant un revêtement de type asphalté de qualité moyenne continue sur environ encore deux kilomètres, permettant l'accès de cette partie de la combe aux véhicules de l'Office national des forêts (site dit de Brédiaire).
Le sentier forestier, très facile d'accès aux randonneurs, qui succède à cette route goudronnée, permet de se rendre à pied au col de Chérel et jusqu'au territoire de la commune de Jarsy. C'est un sentier connu des touristes et des locaux pratiquant la randonnée et voulant découvrir cette partie du massif des Bauges. Cette voie, dans sa partie goudronnée, mais non déneigée en hiver, fut tracée entre 1931 et 1952 et a été longtemps exploitée pour le transport du charbon de bois. La combe d'Ire se situe à l'intérieur d'une réserve biologique du même nom, autrefois réserve de chasse.

## La famille Al-Hilli
La famille Al-Hilli est, dans les années 1970, une famille bourgeoise faisant partie de l'élite de Bagdad, en Irak. Kadhim, le père, est patron de plusieurs usines. L'avènement du régime de Saddam Hussein bouleverse son avenir. Son frère est torturé et mutilé. Kadhim et sa femme émigrent au Royaume-Uni en 1971, et s'installent avec leurs deux fils, Zaid et Saad, dans le quartier aisé de Pimlico, dans le centre de Londres. En 1984, ils achètent pour 60 000 livres sterling une maison à Claygate, dans le Surrey, habitation estimée en 2012 à plus d'un million de livres. Kadhim décède en août 2011, dans des conditions qui restent relativement troubles, alors qu’il séjournait dans sa propriété de Malaga.
L'aîné des enfants, Zaid, est un garçon sérieux et réservé qui étudie la comptabilité. Il est responsable financier du sélect Burhill Group, un groupe qui possède notamment des golfs et des biens immobiliers.
Saad, le cadet, né en 1962, plus dynamique et charismatique, décroche deux diplômes universitaires, en ingénierie mécanique et en informatique à l'Université Kingston. Il est passionné de vélo, de mécanique. Il est naturalisé sujet britannique en 2002. Designer en ingénierie, Saad fonde en 2001 sa propre société, Shtech, dont il est le seul actionnaire et son frère le secrétaire, détenteur de la signature administrative, jusqu'au 27 février 2011, date à laquelle sa femme Iqbal prend cette fonction. Il travaille pour des contrats ponctuels comme une participation à la conception de l'intérieur de l'A380. Depuis 2010, il travaillait comme ingénieur pour Surrey Satellite Technology (SSTL), une entreprise basée dans le Surrey spécialisée dans la réalisation de microsatellites, « une société œuvrant dans le civil, qui n’a rien à voir avec quoi que ce soit de militaire », explique Julian Stedman, le comptable de la société Shtech depuis 2004. Avec sa famille, il résidait dans une maison cossue au sud de Londres.
Iqbal, dentiste de 47 ans, aurait rencontré Saad lors de vacances à Dubaï en 2003. Également originaire d'Irak, elle vivait en Suède avec sa famille avant de gagner la Grande-Bretagne pour vivre avec son mari. Deux enfants naissent de cette union, Zainab, qui a sept ans au moment des faits, et Zeena, qui en a quatre. Entre février 1999 et janvier 2001, elle avait séjourné sous le prénom de Kelly aux États-Unis, où elle avait rencontré, par des amis originaires d'Irak, James Dudley Thompson, un entrepreneur en bâtiment né en 1952, qu'elle avait épousé, et dont elle avait divorcé deux jours après son mariage avec Saad Al-Hilli. James Thompson est mort d'une crise cardiaque à Natchez, Mississippi, le 5 septembre 2012 vers 15 h (heure locale), soit seulement sept heures après la tuerie de Chevaline. Malgré les doutes de sa sœur, aucune autopsie n'a été effectuée sur son corps, enterré dans sa ville natale, Holly Springs, Mississippi.

## Enquête en France

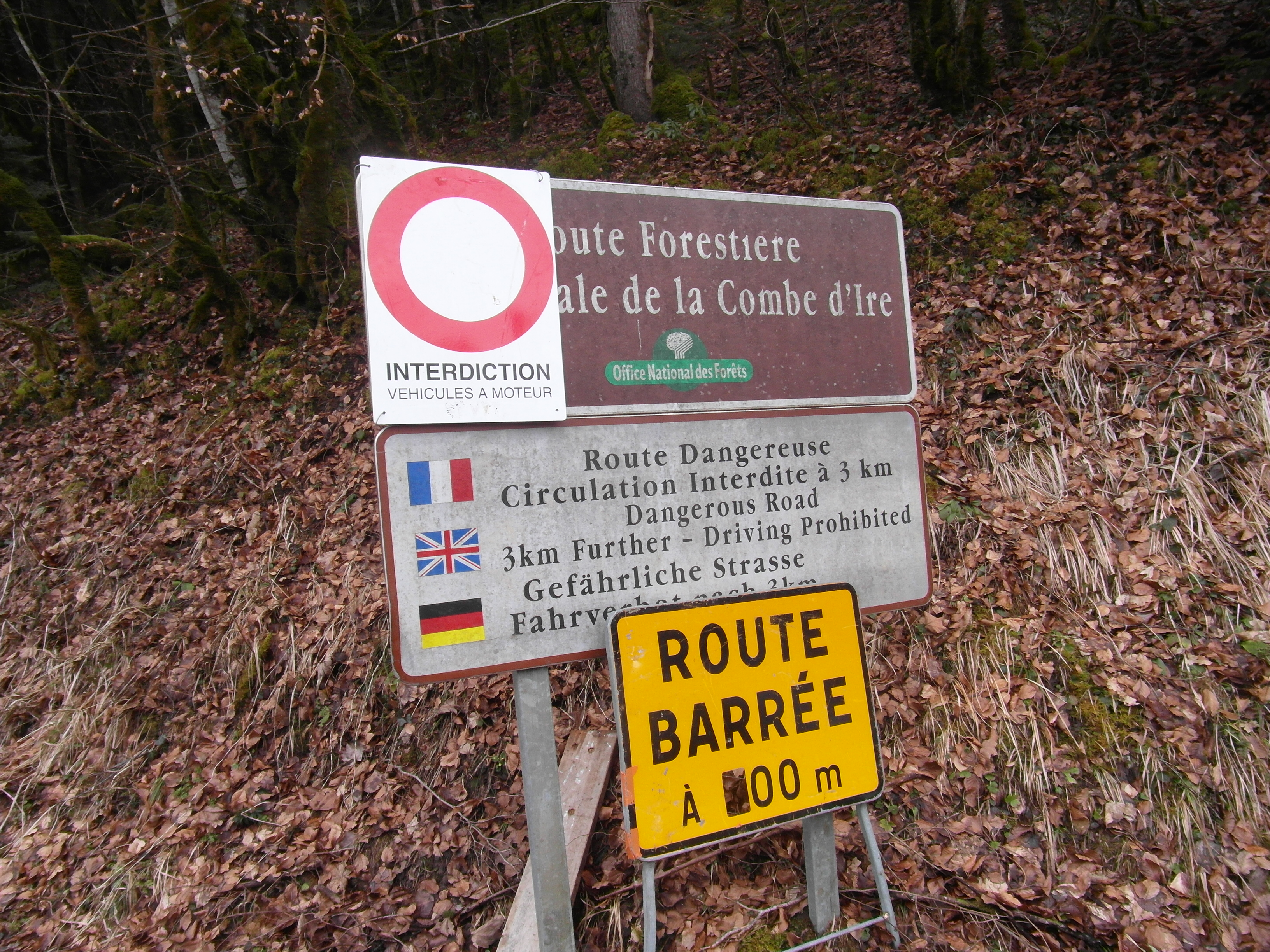
Le chemin de la combe d'Ire où s'est déroulée la tuerie fut interdit à la circulation motorisée pendant un temps (cliché de 2014).

L'enquête a été confiée à la section de recherche de la gendarmerie de Chambéry avec l'aide de l'Institut de recherche criminelle de la gendarmerie nationale. Deux informations judiciaires ont été ouvertes le 7 septembre 2012 par le procureur de Haute-Savoie, Éric Maillaud, pour assassinats et tentative d'assassinats. Il en a confié l'instruction à deux juges d'instruction d'Annecy, Michel Mollin et Christine de Curraize. Ceux-ci ont immédiatement envoyé à la justice britannique une commission rogatoire pour prolonger les investigations sur le territoire britannique et en particulier perquisitionner la maison familiale et interroger les proches. Le procureur assure, quant à lui, la communication sur l'affaire, appliquant à la lettre l'article 11 du code de procédure pénale qui dit qu'« afin d'éviter la propagation d'informations parcellaires ou inexactes ou pour mettre fin à un trouble à l’ordre public, le procureur de la République peut révéler des éléments objectifs tirés de la procédure ne comportant aucune appréciation sur le bien-fondé des charges retenues contre les personnes mises en cause ».
Un an après les faits, les passeports du couple Al-Hilli n'ont toujours pas été retrouvés.
Un portrait robot du motard portant une petite barbe et un casque de marque GPA et type ISR a été diffusé le 4 novembre 2013.

### Audition des fillettes
Zeena, la benjamine, a brièvement été entendue avant de quitter la France, mais elle a uniquement perçu des sons, du fait de son jeune âge et de l'endroit où elle s'est cachée dans le véhicule. Concernant Zainab, l’aînée, grièvement blessée et seul témoin direct de la tuerie, les gendarmes ont dû attendre que son état de santé s'améliore pour l'auditionner. Mais l'audition apporte peu d'éléments, hormis la mention de la présence d'un seul homme à la peau blanche, qui valide l’hypothèse d’un seul tireur déjà étayée par les expertises balistiques.

### L'arme du crime

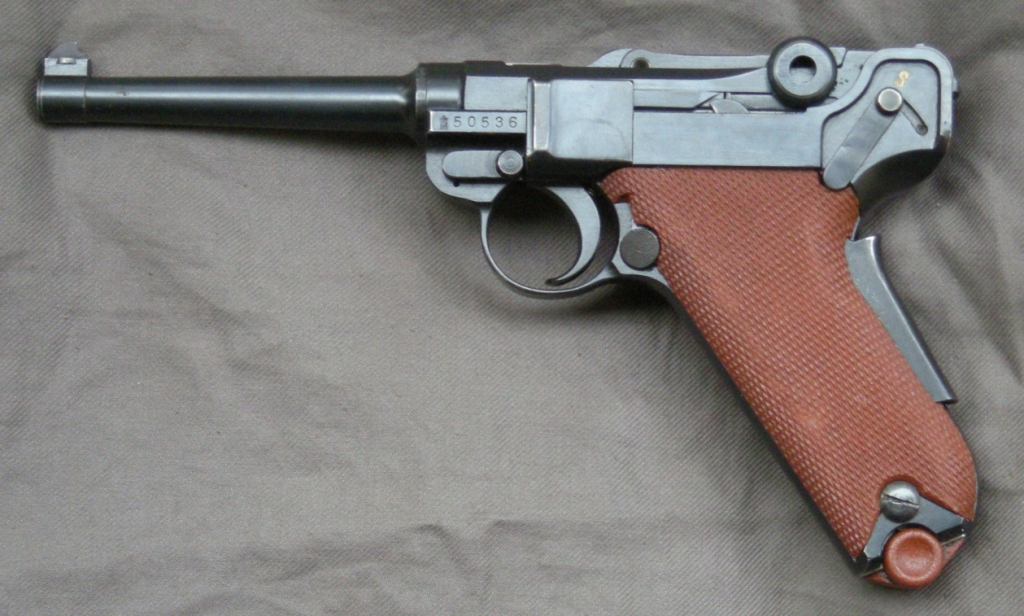
Pistolet semi-automatique Parabellum 06/29 (1906 modifié 1929), dernière version suisse du Borchardt-Luger allemand modèle 1900, dont un exemplaire, tirant la cartouche de, a été utilisé dans la tuerie de Chevaline.

Les analyses balistiques, menées par les enquêteurs, ont révélé que les trois membres de la famille Al-Hilli et le cycliste, Sylvain Mollier, ont été tués par des balles de calibre 7,65 × 21 (étuis éjectés de 21,5 mm) provenant de la même arme, un pistolet semi-automatique Luger P06 Parabellum utilisé par l'armée suisse jusque dans les années 1960. Il s'agit plus d'une arme de collectionneur que de tueur à gages. De plus, comme 25 étuis vides ont été retrouvés et que le chargeur usuel contient au maximum huit cartouches, cela signifie que le tireur a initialement chargé son arme avec un chargeur plein et une cartouche déjà engagée dans la chambre (8+1), tirant neuf fois, puis a rechargé successivement par deux fois l'arme avec deux autres chargeurs (8+1+8+8=25) durant la tuerie, alors que la manœuvre d'extraction d'un chargeur, puis d'introduction d'un nouveau chargeur réclame une certaine dextérité, facile à acquérir cependant. Ayant vidé ses trois chargeurs, il s'est ensuite trouvé à court de munitions et a tenté d'achever la fille aînée à coups de crosse. Cette arme est assez répandue dans la région frontalière (on parle d'une arme « de famille », qui se transmet de génération en génération). Ce point renforcera l'hypothèse d'un crime aux racines locales. Cela dit, il faut tout de même noter que le Luger P06 était aussi répandu en Allemagne, et que différentes versions du modèle Borchardt-Luger 1900 ont été largement exportées : en grandes quantités aux États-Unis et également, bien qu'en petit nombre, entre autres, en Autriche, au Luxembourg, aux Pays-Bas, en Norvège, en Suède, en Russie, en Bulgarie, au Portugal, au Brésil, au Chili et au Canada. D'après un célèbre fabricant d'armes américain, si le P06 est bien entretenu et composé des matériaux d’origine de haute qualité et non de pièces récupérées, c’est une arme très fiable et très précise, un pointeur naturel, selon son expression.
Selon les déclarations des enquêteurs, la piste du Luger P06 est probablement le dernier espoir des gendarmes de la section de recherches de Savoie de pouvoir remonter jusqu'au dernier propriétaire du pistolet en collaboration avec les services concernés en Suisse.

### La piste du mystérieux motard
Au début du mois de novembre 2013, les gendarmes de la section de recherches de Chambéry ont publié le portrait-robot d'un motard contrôlé par deux gardes de l'Office national des forêts (ONF) le jour du meurtre sur un sentier interdit aux véhicules, à proximité du parking où le meurtre a eu lieu.
Le 18 février 2014, un ancien policier municipal collectionneur d'armes, Éric Devouassoux, vivant en Haute-Savoie et âgé de 48 ans, a été interpellé et placé en garde à vue,. Il est remis en liberté quelques jours plus tard, son ADN ne correspondant pas à ceux de la scène de crime (deux profils ADN différents de ceux des victimes ayant été prélevés dans la BMW de la famille) mais l’information a fuité dans les médias et le policier a perdu son travail.
Le motard est finalement retrouvé grâce au bornage de 4 000 téléphones portables analysés et entendu par les gendarmes de la section de recherches de Chambéry au mois de février 2015, mais les juges d'instruction Michel Mollin et Christine de Curraize d'Annecy, chargés de l’affaire, estiment qu'il n'est pas impliqué. « C'est un chef d'entreprise de Rhône-Alpes, honorablement connu et au-dessus de tout soupçon, qui était venu faire du parapente et qui rentrait chez lui. » Selon des sources citées par France Info, « des vérifications doivent encore être menées, mais son profil personnel et professionnel l'exclut de la liste des suspects à 95 % ».

### La piste du4 × 4

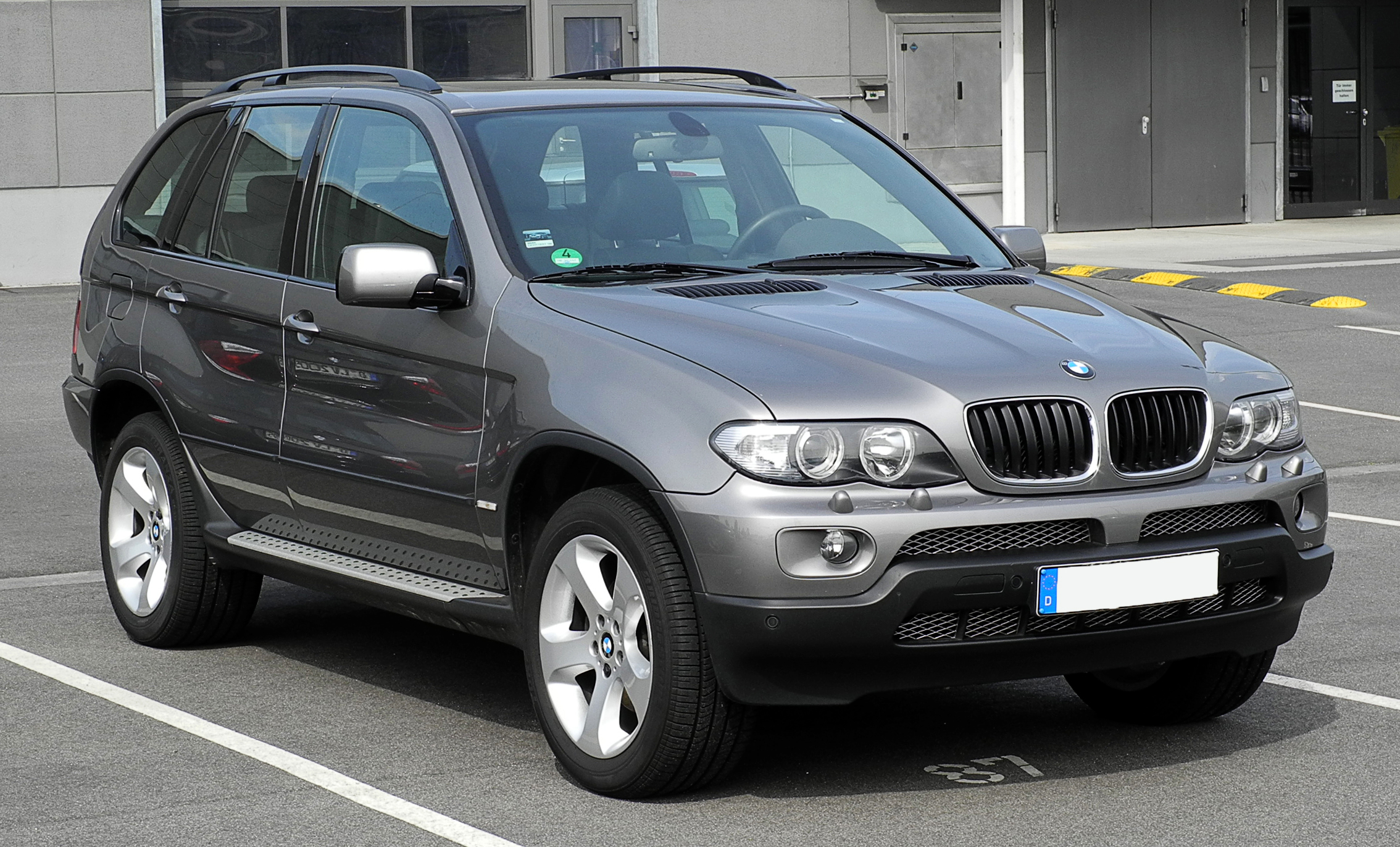
Modèle similaire au type du véhicule recherché.

Dès le début de l’enquête, un témoin a donné un signalement très précis d'un véhicule 4 × 4 de marque BMW qu’il aurait croisé sur la route forestière de la combe d'Ire où fut perpétré le quadruple assassinat. Une information importante fournie par ce passionné de voitures a retenu l’attention des gendarmes : le volant se trouvait à droite, ce qui permet de penser que le véhicule et son conducteur seraient d'origine britannique, comme trois des victimes de la fusillade.

### La piste du tueur fou
Les enquêteurs étudient l'hypothèse du tueur fou ou d’un déséquilibré collectionneur d’armes en raison de l'absence de mobile identifié, de l'extrême violence du crime et du grand nombre de munitions retrouvées sur les lieux de la tuerie écartant la piste du tueur « professionnel ».
L'utilisation d'un ancien fusil de l'armée suisse (Mousqueton 1931) dans le meurtre de l'A31, l'affaire Xavier Baligant,  le 19 juillet 2011 a en effet poussé la presse anglaise à faire un lien entre les deux affaires. Les faits se déroulent d'un côté sur un parking forestier et de l'autre sur celui d'une aire de repos, mais surtout la victime est également touriste (Belge) et ses deux enfants sont retrouvés vivants dans sa voiture. Ces affaires restent non élucidées et semblent n'avoir aucun lien entre elles malgré ces quelques similitudes.

### Une coïncidence troublante
Durant l'été 2014, soit deux ans après la tuerie, les gendarmes français chargés de l'enquête ont appris que le précédent mari d'Iqbal Al-Hilli — un ancien policier dénommé Dudley Thomson qu'elle avait épousé en 1999 aux États-Unis avant de divorcer deux jours après son mariage avec Saad Al-Hilli — était mort subitement sur la voie publique, d'une crise cardiaque. Ce décès est survenu exactement le même jour que la tuerie, c'est-à-dire le 5 septembre 2012, sans qu'on sache si cet homme avait été prévenu du meurtre de son ancienne épouse. Selon des sources journalistiques, Iqbal Al Hilli semblait avoir caché ce premier mariage à son second époux.
Un juge d'instruction d'Annecy a demandé l'exhumation du corps de ce premier mari enterré dans ce même pays, avec l'accord du FBI, mais la famille du défunt s'y est opposée. Pour l'instant ce fait ne semblerait relever que d'une coïncidence, aussi troublante soit-elle.

### Suicide d'un ancien légionnaire
À la suite du suicide, survenu en juin 2014 et a priori assez troublant, d'un légionnaire demeurant à Ugine, connaissant Sylvain Mollier et sa compagne, la presse relance l'hypothèse d'un éventuel coupable qui, rongé par le remords, aurait mis fin à ses jours. Le légionnaire avait été effectivement auditionné par la gendarmerie de Haute-Savoie en tant que connaissance du cycliste Sylvain Mollier, mais sans être inquiété. L'intéressé aurait indiqué, dans une lettre posthume, s'être senti accusé et ne plus supporter les soupçons dont il faisait l'objet.

### L'arrestation d'un collectionneur d'armes
Dans le cadre d'une enquête différente, des gendarmes ont interpellé le 4 mai 2017, dans les environs de Chevaline, un homme, de nationalité sud-africaine, impliqué dans un trafic d'armes anciennes. Cependant la nouvelle procureure d'Annecy a précisé que hormis « la proximité géographique, rien ne permettait de lier les deux affaires et que son interpellation entrerait dans le cadre d’une enquête d’ampleur nationale menée par les douanes françaises », même si celle-ci a reconnu que des vérifications approfondies doivent être menées.

### La piste Nordahl Lelandais
Lorsque le suspect de l'affaire Maëlys, Nordahl Lelandais, a été également mis en examen pour la disparition et le meurtre du militaire Arthur Noyer dont le corps a été retrouvé en Savoie, certains enquêteurs ont décidé d'étudier en détail son passé en rapport avec les disparitions non résolues de la région, dont la tuerie de Chevaline.
En effet, les pistes de l'époque pourraient correspondre à Nordahl Lelandais, car l'arme du crime — un Luger P06 de calibre 7,65 — était en dotation dans l’armée suisse. Cependant, les armes de ce type sont surtout utilisées par des tireurs aguerris au tir, et les enquêteurs affirment que « […] l'ancien maître-chien de l'armée n'est pas considéré comme un tireur d'élite... ». Cette piste sera rapidement abandonnée par les enquêteurs.

### La piste des barbouzes de la DGSE
En 2020, une enquête criminelle menée sur une affaire de meurtre et de tentatives de meurtres (appelée dans les médias « affaire des barbouzes de la DGSE »), apparemment sans lien avec Chevaline, met au centre des investigations un groupe d'individus membres d'une loge franc-maçonne du nom d'Athanor. Lors de perquisitions au domicile d'un de ses membres, la police retrouve des munitions de calibre 7,65 mm, soit du type de celles utilisées dans la tuerie de Chevaline. Cet élément matériel fait émerger l'hypothèse que les mêmes acteurs pourraient être à l'origine de la tuerie de Chevaline et de ces autres affaires,. Les vérifications effectuées en 2023 sur les agendas et les bornages téléphoniques de plusieurs personnes impliquées dans l'affaire des barbouzes de la DGSE n'ont cependant pas permis d'établir de lien entre cette affaire et la tuerie de Chevaline.

### Nouvelle garde à vue en 2022
Le motard qui, après un interrogatoire effectué en 2015, n'avait plus été considéré comme suspect, est mis en garde à vue le 12 janvier 2022. « Cette garde à vue vise à procéder à des vérifications d'emploi du temps » précise la procureure. L'homme est libéré le 13 janvier sans qu'aucune charge soit retenue contre lui.

## Enquête en Grande-Bretagne
Parallèlement à l'enquête en France, une enquête est ouverte en Grande-Bretagne, où le procureur se rend dès le jeudi 13 septembre, accompagné de Michel Mollin, l'un des deux juges chargés de l'enquête,.

### Perquisition du domicile
Les quatre enquêteurs français envoyés à Londres, conduits par le colonel Marc de Tarlé, chef du bureau des affaires criminelles de la gendarmerie, ont commencé le 9 septembre 2012, avec leurs homologues britanniques, la perquisition du domicile des victimes, de style Tudor, à Claygate. Une tente avait été érigée devant la porte d'entrée.
Le 10 septembre, une fausse alerte à l'explosif a eu lieu. Les enquêteurs ont en effet trouvé des substances, considérées dans un premier temps comme « potentiellement explosives », mais qui se sont révélées « non-dangereuses » (sic).
Les investigations, qui ont permis la saisie d'une quantité importante de documents, étaient considérées le 19 septembre 2012 comme « terminées ou en voie de l’être ». La perquisition aura donc duré une dizaine de jours. Une phase importante d'analyse de ces documents est ensuite engagée.

### Piste du différend familial
Zaid Al-Hilli, le frère de Saad, s'est rendu spontanément au commissariat dès le lendemain de la tuerie pour être entendu. Le procureur, Éric Maillaud, avait évoqué dès le samedi 8 septembre la piste d'un « litige entre les deux frères sur fond d'argent » sans en tirer de conclusions. D’après M. Alabdi, 48 ans, dentiste et proche de la famille, la fortune de Khadim Al-Hilli, le père de Zaid et Saad, décédé en août 2011, s'élèverait en effet à plusieurs millions de livres sterling, composée d'un patrimoine comprenant de multiples propriétés, en Angleterre, mais aussi en France, en Suisse ou en Espagne. M. Alabdi et plusieurs autres témoins ont souligné que Saad était préoccupé ces derniers mois par un problème précis, sans en dévoiler la nature.

### La piste de l'espionnage industriel
Les enquêteurs étudient la piste de l'espionnage industriel. Ingénieur en aéronautique et consultant pour plusieurs sociétés, Saad al-Hilli travaillait sur des applications civiles (météo, surveillance des cultures), non soumises au secret défense mais qui auraient pu attiser des convoitises commerciales,.

### La piste suédoise écartée
Haydar Thaher, le fils de Suhaila al-Hallaf, la mère d'Iqbal Al-Hilli retrouvée morte à l'arrière de la voiture familiale, a été présenté au début de l'enquête comme un homme ayant déjà commis des violences sur ses parents et, ayant disparu du domicile familial de Stockholm, constituant une personne à auditionner. Recherché par les différentes polices, il est finalement retrouvé le 14 septembre 2012 dans un hôpital anglais où il était hospitalisé depuis plusieurs semaines. Il ne pouvait de fait pas être présent en France au moment du crime,.

### La piste crapuleuse
L'hypothèse d'un vol de voiture qui aurait mal tourné a été relayée par la presse britannique. Cette théorie repose sur le fait que lorsque le véhicule a été retrouvé, le moteur était toujours en marche. Quelques mois avant la tuerie, le ministère des Affaires étrangères britannique avait prévenu les touristes britanniques que des « séries d'incidents » dues à des tentatives de vols de voitures avaient lieu dans cette partie de la France. Cette idée a été également reprise dans une déclaration effectuée par Edmund King, président de The Automobile Association en Grande-Bretagne, cité par le site anglais du journal The London Evening Standard,.

## Une longue enquête, apparition de théories du complot
En 2017, soit cinq ans après les faits, Véronique Denizot, la procureure d’Annecy précise que le dossier présente une centaine de volumes, que le nombre d'enquêteurs est passé de cent personnes au début de l’enquête, pour être réduit à quelques-uns. Ceux-ci sont en « veille permanente » et examinent tout élément nouveau, mais l'enquête est au point mort.
De nombreuses théories complotistes cherchent à donner une justification politique occulte à ce crime,.

## Réactions
Dès la révélation de cette affaire qui a connu des rebondissements dès le premier jour (découverte d'une seconde fillette cachée dans la voiture, nationalité des occupants), elle a fait la une des journaux en France et au Royaume-Uni. En visite au Royaume-Uni, à l'occasion d'une rencontre avec le premier ministre britannique, le lendemain de la tuerie, François Hollande indique que « tout sera fait pour retrouver les coupables ». Le Premier ministre britannique, David Cameron, a, quant à lui, salué « une coopération très étroite avec les autorités françaises ».

## Publication des photos de la scène du crime
Les directeurs de publication de deux médias nationaux et un journaliste sont cités à comparaître le 27 février 2015 au tribunal correctionnel d'Annecy pour « recel de violation du secret de l'instruction et atteinte à l'intégrité d'un cadavre ». Ils sont accusés par les avocats de la famille du cycliste d'avoir diffusé des images de la scène de crime provenant du dossier de l'instruction, dont des photographies du véhicule de la famille al-Hilli et du corps de Sylvain Mollier prises sur les lieux mêmes de la tuerie. Les avocats de la défense ont plaidé la relaxe, car ils estiment que « la publication de ces photos permettait de mieux comprendre la scène de crime et présentait donc un réel intérêt journalistique ».
Le 29 mai 2015, le tribunal correctionnel d'Annecy condamne à une amende de 10 000 € le directeur de la rédaction de la chaîne d'information BFM TV, Hervé Beroud, ainsi que le journaliste Dominique Rizet. Seul le délit de recel de violation du secret de l'instruction a été retenu à leur encontre. Dominique Rizet est relaxé en appel début 2016, décision confirmée par la Cour de cassation. Jean Hornain, directeur de publication du Parisien et poursuivi pour les mêmes faits, est relaxé.

### Documentaires télévisés
- « Chevaline : les mystères d'une tuerie » en 2012 dans l'émission Présumé Innocent présenté par Adrienne de Malleray sur Direct 8.
- « Les secrets de la tuerie de Chevaline » (premier reportage) dans Suspect n° 1 le 8 et 23 février, 3 mars, 31 août, 13 et 21 septembre 2013 sur TMC.
- « Affaire de la tuerie de Chevaline » dans Non élucidé diffusé le 5 janvier 2014 sur France 2.
- « Affaire Al-Hilli : la tuerie de Chevaline » (premier reportage) dans Chroniques criminelles diffusé le 25 janvier, 1er et 9 février, 28 juin, 5 et 13 juillet 2014 sur NT1.
- « Chevaline : les mystères de la tuerie » (premier reportage) dans Devoir d'enquête diffusé le 5 mars 2014 sur la Une (RTBF).
- « la tuerie de Chevaline » dans Les faits Karl Zéro le 6 juin 2014 sur 13e rue, coproduit par 3e Œil Productions et 13e rue.
- « La tuerie de Chevaline » dans Zone d'ombre diffusé le 1er octobre 2014 sur RTS Un.
- « Les mystères de Chevaline » (premier reportage) dans « ... au bord des lacs de Savoie » le 3 septembre 2018 dans Crimes sur NRJ 12.
- « Le grand document » magazine d'actualité consacré à l'affaire le 23 novembre 2018 sur LCI.
- « Les survivantes de la tuerie», documentaire diffusé le 5 septembre 2022 sur BFM TV.
- « Sans issue : La tuerie de Chevaline », série documentaire (6 épisodes d'une trentaine de minutes) consacrée à l'affaire, diffusée les 15 et 22 novembre 2023 sur Canal +.

### Émission radiophonique
- « La tuerie de Chevaline » le 3 janvier 2014 et « La tuerie de Chevaline : où en est l'enquête ? » le 21 décembre 2015 dans L'Heure du crime de Jacques Pradel sur RTL.
- « Tuerie de Chevaline : une énigme judiciaire sans fin », le 5 décembre 2017 dans Affaires sensibles de Fabrice Drouelle sur France Inter.